# اريك إم. نيلسون
اريك إم. نيلسون (بالإنجليزية: Eric M. Nelson)‏ هو مؤرخ أمريكي، ولد في 13 أغسطس 1977 في نيويورك في الولايات المتحدة.